# 原通村
原通村（はらどおりむら）は、かつて新潟県中頸城郡にあった村。

## 沿革
- 1889年（明治22年）4月1日 - 町村制施行に伴い中頸城郡岡新田村、大沢新田村、大原新田、小原新田、上大塚新田、中原新田、北田屋新田、坂下新田村、寺尾村、今府村、窪田新田、西田屋新田村、東田屋新田村、中島新田村、橋本新田、東福田新田村、田中村新田、花房村、米島新田、東四ツ屋新田、葎生村、上中村新田村、坂口新田が合併し、原通村が発足。
- 1901年（明治34年）11月1日 - 大字坂口を分離し、中頸城郡関山村、境村（一部）と合併し、関山村を新設。
- 1955年（昭和30年）3月31日 - 村域を二分割し、大字小原新田、大沢新田、大原新田（一部）は、新井市に編入。その他の区域は、中頸城郡関山村、大鹿村、豊葦村と合併し、妙高村となり消滅。